# Gunyangara
Gunyangara, auch Marngarr und Ski Beach genannt, ist eine Siedlung der Aborigines auf der Insel Drimmie Head, die über einen Damm mit der größeren Gove-Halbinsel verbunden in der Melville Bay liegt. Der Ort liegt 640 Kilometer von Darwin entfernt im Nordosten des Arnhemland im Northern Territory, Australien.
Jenseits des Damms am Nordufer der Melville Bay befindet sich eine große Bauxit-Raffinerie, die das abgebaute Erz der Gove-Bauxitmine bei Yirrkala verarbeitet. Beide sind Eigentum von Rio Tinto Alcan Gove. Weitere betriebliche Anlagen der Raffinerie wie Auffangbecken befinden sich entlang der Küstenlinie der Melville Bay.
Die Siedlung wurde ab den späten 1970er Jahren bis in die frühen 1980er Jahre von Galarrwuy Yunupingu und seiner Familie aufgebaut, die damals in Yirrkala lebten. Mit dem Bau der Siedlung wollte der Aborigines-Clan der Gumatj wieder in seinem traditionellen Land und entsprechend seiner Traditionen leben. Galarrwuy Yunupingu, ein Elder der Gumatj, wurde 1978 zum Australier des Jahres gewählt.
In Gunyangara leben zwölf verschiedene Clans, die verschiedene Dialekte der Yolngu-Sprache Matha sprechen. Den Dialekt der Gumatj sprechen 19,5 %, den der Dhuwaya 15,4 % und Galpu 6,2 % der Einwohner. Die 13 Kilometer östlich liegende Bergwerkstadt Nhulunbuy bietet die Möglichkeit zum Besuch von Schulen und Krankenhäusern und zum Arbeiten. Der Tourismus spielt für Gunyangara zunehmend eine größere Rolle, wie auch die Herstellung von Didgeridoos.
Am 20. September 2007 schloss die australische Regierung mit Galarrwuy Yunupingu für den Clan der Gumatj das Ski Beach Memorandum of Understanding über die Dauer von 99 Jahren.